# Jesse L. Greenstein
Jesse Leonard Greenstein (15 de octubre de 1909 - 21 de octubre de 2002) fue un astrónomo estadounidense.  Sus padres fueron Maurice G . y Leah Feingold.
Obtuvo un doctorado bajo la tutela Donald H. Menzel, de Universidad de Harvard en 1937, habiendo empezado en dicha institución a los dieciséis años.  Antes de dejar Harvard, Greenstein estuvo implicado en un proyecto con Fred Lawrence Whipple para explicar las olas radiofónicas de Karl Jansky de la Vía Láctea.  Empezó su carrera profesional en el observatorio Yerkes con Otto Struve y más tarde en Caltech. Inventó junto a Louis G. Henyey un nuevoespectrógrafo y una cámara de gran angular. Dirigió el programa de astronomía del Caltech hasta 1972 y más tarde hizo trabajo clasificado en satélites de reconocimiento militar.
Junto a Leverett Davis, Jr, demostró en 1949 que el campo magnético de nuestra galaxia está alineado con los brazos de la espiral. Su trabajo teórico junto a Davis se basó en la conclusión previa de William A. Hiltner de que la polarización recientemente detectada en la luz estelar se debía a la dispersión de granos de polvo interestelar alineados por el campo magnético.
Greenstein también aportó trabajos importante sobre la abundancia de los elementos en estrellas  y fue, junto con Maarten Schmidt, el primero en reconocer los cuásares como fuentes de luz compactas y muy distantes tan brillantes como galaxias. El espectro de los primeros cuásares descubiertos, las fuentes radiofónicas 3C 48 y 3C 273, estaba tan desplazado al rojo debido a su corrimiento que eran casi irreconocibles, pero Greenstein descifró 3C 48 poco antes de que Schmidt, su colega en el observatorio Palomar, resolviera el espectro de 3C 273.

## Honores
Premios recibido
- Premio Henry Norris Russell de la Sociedad Astronómica Estadounidense (1970)
- Medalla Bruce (1971)
- Medalla de oro de la Sociedad Astronómica Real (1975)

Epinomia
- Asteroide 4612 Greenstein